# Tercera Federación
Tercera Federación – piąty poziom ligowy hiszpańskich rozgrywek piłkarskich od sezonu 2021/2022, dzielący się na cztery grupy.
W sezonie 2021/2022 nazywała się Tercera División RFEF, w sezonie 2022/2023 zmieniła swoją nazwę na Tercera Federación.